# 菱川直樹
菱川 直樹（ひしかわ なおき）は、日本のアニメーション演出家、アニメーション監督。サンライズ出身。

## 参加作品

### テレビアニメ
1989年
- 機動警察パトレイバー（1989年 - 1990年、制作進行）

1992年
- ママは小学4年生（演出）
- 伝説の勇者ダ・ガーン（1992年 - 1993年、絵コンテ・演出）
- ルパン三世 ロシアより愛をこめて（演出）

1993年
- 勇者特急マイトガイン（1993年 - 1994年、絵コンテ・演出）

1994年
- 勇者警察ジェイデッカー（1994年 - 1995年、絵コンテ・演出）

1995年
- 黄金勇者ゴルドラン（1995年 - 1996年、絵コンテ・演出）

1996年
- 爆走兄弟レッツ&ゴー!!（演出）
- こちら葛飾区亀有公園前派出所（1996年 - 2004年、絵コンテ・演出）
- るろうに剣心 -明治剣客浪漫譚-（1996年 - 1998年、演出）
- ハーメルンのバイオリン弾き（1996年 - 1997年、絵コンテ・演出）

1997年
- みすて♡ないでデイジー（絵コンテ・演出）

1998年
- ふたり暮らし（絵コンテ）
- おじゃる丸（1998年 - 、絵コンテ・演出）

1999年
- アークザラッド（絵コンテ）
- エデンズボゥイ（絵コンテ・演出）
- ワイルドアームズ トワイライトヴェノム（絵コンテ）

2000年
- 遊☆戯☆王デュエルモンスターズ（2000年 - 2004年、絵コンテ・演出）
- DINOZAURS : THE SERIES（演出）
- GEAR戦士電童（2000年 - 2001年、絵コンテ・演出）

2001年
- クラッシュギアNitro（2001年 - 2003年、絵コンテ・演出）

2002年
- 機動戦士ガンダムSEED（2002年 - 2003年、絵コンテ・演出）

2003年
- 激闘!クラッシュギアTURBO（2003年 - 2004年、絵コンテ・演出）

2004年
- レジェンズ 甦る竜王伝説（2004年 - 2005年、絵コンテ）
- 陸奥圓明流外伝 修羅の刻（絵コンテ）
- 蒼穹のファフナー（絵コンテ・演出）
- 遊☆戯☆王デュエルモンスターズGX（2004年 - 2008年、絵コンテ）

2005年
- エレメンタル ジェレイド（絵コンテ・演出）
- アイシールド21（2005年 - 2008年、絵コンテ・演出）
- 蒼穹のファフナー RIGHT OF LEFT（絵コンテ）

2006年
- 銀魂（2006年 - 2010年、絵コンテ・演出）
- ザ・サード 〜蒼い瞳の少女〜（絵コンテ・演出）

2007年
- ヒロイック・エイジ（絵コンテ・演出）

2008年
- 遊☆戯☆王5D's（2008年 - 2011年、監督・絵コンテ・演出）

2011年
- ロウきゅーぶ!（絵コンテ・演出）

2012年
- LUPIN the Third -峰不二子という女-（演出）
- ベイウィールズ（監督・絵コンテ）
- 神様はじめました（演出）

2013年
- ビーストサーガ（絵コンテ）
- NARUTO -ナルト- 疾風伝（絵コンテ）
- カードファイト!! ヴァンガード リンクジョーカー編（絵コンテ）
- ガイストクラッシャー（絵コンテ・演出）
- 勇者になれなかった俺はしぶしぶ就職を決意しました。（絵コンテ・演出）

2014年
- 棺姫のチャイカ AVENGING BATTLE（演出）

2015年
- 蒼穹のファフナー EXODUS（絵コンテ・演出）
- SHIROBAKO（演出）
- ミリオンドール（演出）
- ダイヤのA -SECOND SEASON-（演出）

2016年
- コンクリート・レボルティオ〜超人幻想〜THE LAST SONG（演出）
- エンドライド（演出）
- ベイブレードバースト（演出）
- 逆転裁判 〜その「真実」、異議あり!〜（演出）
- ViVid Strike!（演出）
- DAYS（演出）

2017年
- カードファイト!! ヴァンガードG NEXT（演出）
- 銀の墓守り（絵コンテ）
- つぐもも（演出）
- 覆面系ノイズ（演出）
- BORUTO-ボルト- -NARUTO NEXT GENERATIONS-（演出）

2018年
- アイドリッシュセブン（演出）
- 覇穹 封神演義（演出）
- グランクレスト戦記（演出）
- カードキャプターさくら クリアカード編（演出）
- フューチャーカード 神バディファイト（演出）
- BANANA FISH（演出）
- 爆釣バーハンター（演出）
- キャプテン翼（演出）

2019年
- 魔入りました!入間くん（絵コンテ・演出）

2020年
- いわかける! - Sport Climbing Girls -（演出）

2021年
- 遊☆戯☆王SEVENS（チーフ演出・演出）

2022年
- 最近雇ったメイドが怪しい（演出）
- メガトン級ムサシ（演出）

2023年
- 痛いのは嫌なので防御力に極振りしたいと思います。2（演出）
- 遊☆戯☆王ゴーラッシュ!!（チーフ演出・コンテ・演出・3D演出）
- 異世界はスマートフォンとともに。2（演出）
- 経験済みなキミと、経験ゼロなオレが、お付き合いする話。（絵コンテ）
- ティアムーン帝国物語〜断頭台から始まる、姫の転生逆転ストーリー〜（演出）
- 僕らの雨いろプロトコル（絵コンテ）

2024年
- 佐々木とピーちゃん（演出）
- ラグナクリムゾン（演出）
- 道産子ギャルはなまらめんこい（演出）
- 魔王様、リトライ!R（絵コンテ・演出）
- 甘神さんちの縁結び（演出）

2025年
- マジック・メイカー 〜異世界魔法の作り方〜（演出）
- Unnamed Memory Act.2（演出）
- 9-nine- Ruler’s Crown（演出）
- 出禁のモグラ（演出）

### OVA
- 機甲猟兵メロウリンク（1988年 - 1989年、設定制作・制作進行）
- 機動警察パトレイバー（1990年 - 1992年、演出・演出助手）
- 絶対無敵ライジンオー（1992年 - 1993年、演出）
- ダーティペアFLASH（1994年、演出）
- 遊☆戯☆王5D's 進化する決闘! スターダストVSレッド・デーモンズ（2008年、監督・絵コンテ・演出）
- CØDE:BREAKER（2012年、演出）[注釈 2]

### 劇場アニメ
- こちら葛飾区亀有公園前派出所 THE MOVIE（1999年、演出）
- 遊☆戯☆王デュエルモンスターズ 光のピラミッド（2004年、絵コンテ）
- ルパン三世VS名探偵コナン THE MOVIE（2013年、演出）